# Agios Ioannis (Bezirk Paphos)
Agios Ioannis (griechisch Άγιος Ιωάννης, türkisch Aydın oder Ayyanni) ist eine Gemeinde im Bezirk Paphos in der Republik Zypern. Bei der Volkszählung im Jahr 2021 hatte sie 38 Einwohner.

## Name
Der Name der Gemeinde stammt von Agios Ioannis Kalliergos, der in der Gegend geboren wurde und zwischen 1100 und 1150 n. Chr. lebte. 1952 begannen die türkisch-zypriotischen Einwohner der Gemeinde den Namen Aydın zu verwenden, was „Erleuchteter“ bedeutet. Mit dem gleichen Namen gibt es die Stadt Aydın in der Türkei.

## Lage und Umgebung

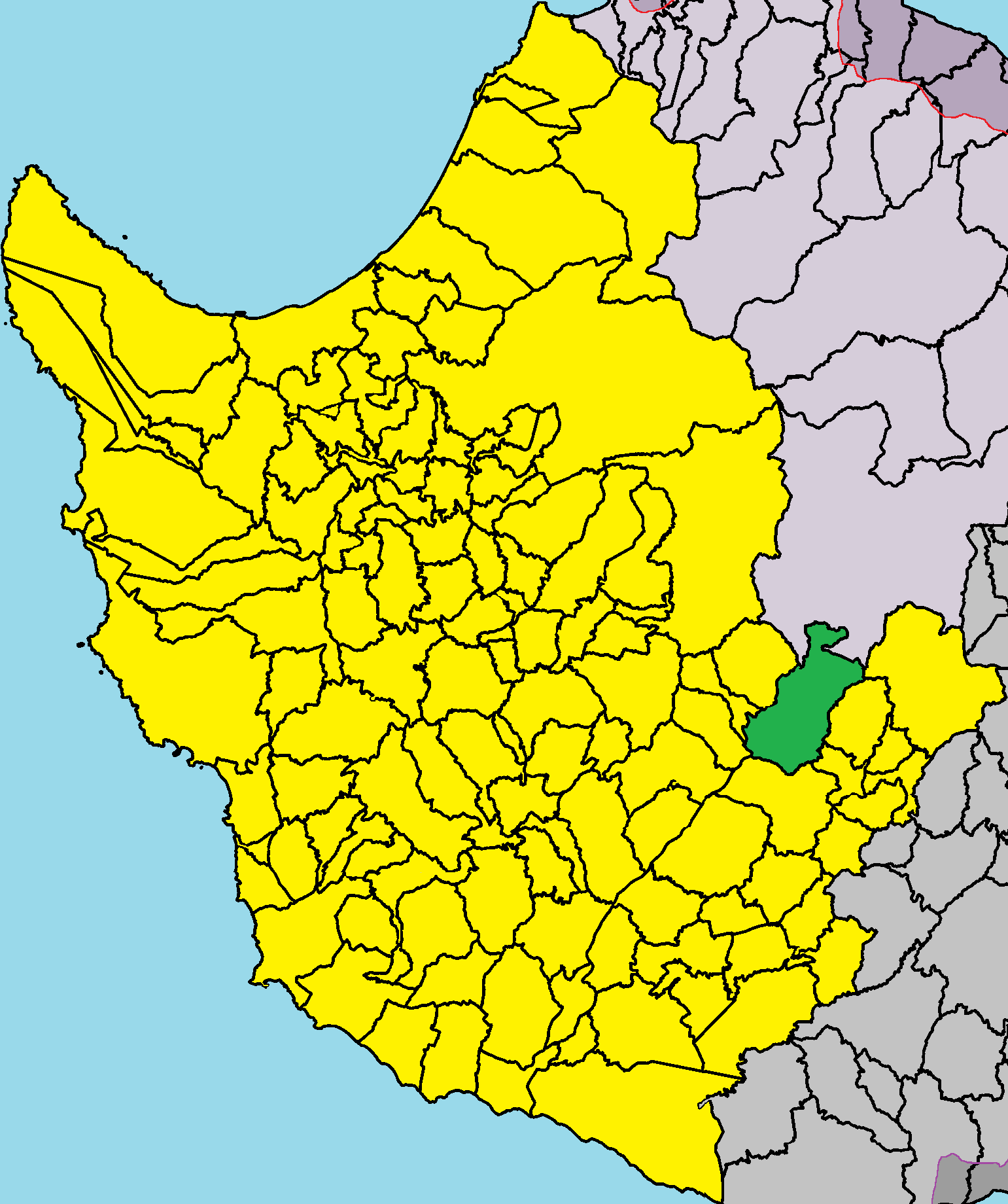
Lage im Bezirk Paphos

Agios Ioannis liegt im Osten des Bezirks Paphos auf der Mittelmeerinsel Zypern auf einer Höhe von etwa 670 Metern, etwa 42 Kilometer nordöstlich von Paphos. Das 18,7847 Quadratkilometer große Dorf grenzt im Norden an Vretsia, im Nordosten an Milikouri, im Osten an Agios Nikolaos, im Südosten an Arminou, im Süden an Mesana und Salamiou, im Westen an Galataria und im Nordwesten an Kilinia. Das Dorf kann über einen Abzweig der Straße F617 erreicht werden.

## Geschichte
Agios Ioannis existiert seit der byzantinischen Ära. Nach der Besetzung Zyperns durch die Osmanen ließen sich Türken in Agios Ioannis nieder. 1953 zerstörte ein Erdbeben die Nachbargemeinde Malounda. Alle türkisch-zypriotischen Einwohner ließen sich in Agios Ioannis nieder. Später wurde das Gebiet von Malounda in die Verwaltungsgrenzen von Agios Ioannis aufgenommen.

### Bevölkerungsentwicklung
Laut den in Zypern durchgeführten Volkszählungen war die Bevölkerung von Agios Ioannis bis 1974 türkisch-zypriotisch. Bis 1958 lebten 2 oder 3 griechisch-zypriotische Familien in der Gemeinde. Die Bevölkerung der Gemeinde nahm 1953 erheblich zu, als die Bewohner der Nachbargemeinde Maloundas, die ebenfalls türkische Zyprioten waren, sich in Agios Ioannis niederließen.
Während der interkommunalen Unruhen von 1963–64 war Agios Ioannis eine der Festungen der Türkischen Widerstandsorganisation (TMT) und diente als Aufnahmezentrum für türkische Zyprioten aus anderen Gebieten, wie Geroskipou und Galataria. Die meisten von ihnen blieben bis zur türkischen Invasion 1974 in Agios Ioannis. Während der türkischen Invasion 1974 griffen griechisch-zypriotische Streitkräfte die Gemeinde an, weil türkisch-zypriotische Kämpfer nicht kapitulierten. Nach 3 Tagen Kampf traten die griechischen Zyprioten in die Gemeinde ein. Die meisten türkischen Zyprioten flohen durch die Berge nach Nordzypern oder zum britischen Militärstützpunkt Akrotiri. Als das Bevölkerungsaustauschabkommen unterzeichnet wurde, waren die meisten Einwohner von Agios Ioannis bereits nach Nordzypern gezogen. Der Rest wurde am 18. August 1975 unter der Eskorte von UNFICYP transportiert. Die meisten Einwohner von Agios Ioannis ließen sich in Kato Zodia, Karavas, Gerolakkos, Nikosia, Kyrenia, Famagusta und Morfou nieder. Griechisch-zypriotische Flüchtlinge aus dem Norden des Landes ließen sich in Agios Ioannis nieder. Danach verließen die griechisch-zypriotischen Flüchtlinge die Gemeinde jedoch oder blieben nur am Wochenende dort.
Die folgende Tabelle zeigt die Bevölkerung der Gemeinde gemäß den in Zypern durchgeführten Volkszählungen.
| Jahr      | 1881 | 1891 | 1901 | 1911 | 1921 | 1931 | 1946 | 1960 | 1976 | 1982 | 1992 | 2001 | 2011 | 2021 |
| Einwohner | 252  | 285  | 316  | 360  | 408  | 464  | 586  | 819  | 52   | 108  | 49   | 33   | 29   | 38   |